# John McGeoch
John Alexander McGeoch (Greenock, 25 de agosto de 1955 - Londres, 4 de março de 2004) foi um guitarrista britânico. Ele foi membro da Magazine, Siouxsie and the Banshees, Visage, The Armoury Show e Public Image Ltd.
A imprensa especializada descreve John McGeoch como "um dos guitarristas mais influentes de sua geração". Em 1996, Mojo o listou em sua lista dos 100 Maiores Guitarristas de Todos os Tempos por seu trabalho no single "Spellbound" de Siouxsie and the Banshees.
Uma biografia sobre John McGeoch, sua vida e seu legado musical será lançada em abril de 2022 pela Omnibus Press. The Light Pours Out of Me - The Authorized Biography of John McGeoch apresenta entrevistas recentes e inéditas com muitos músicos, incluindo Jonny Greenwood (do Radiohead), Johnny Marr (do the Smiths), John Frusciante ((do Red Hot Chili Peppers) e muitos outros músicos.

## Biografia

### Com Magazine
Em abril 1977, ele conheceu Howard Devoto que estava procurando recrutar uma nova banda após sua saída dos Buzzcocks. McGeoch e Devoto então começaram a compor e formaram o Magazine com Barry Adamson no baixo, Bob Dickinson nos teclados (que seria substituído um ano depois por Dave Formula) e Martin Jackson na bateria. O grupo foi descoberto pelo selo Virgin, que lançou seu primeiro single Shot by Both Sides em janeiro 1978. Eles gravaram o álbum Real Life e em 1979 gravam Secondhand Daylight.
Decepcionado com a falta de sucesso comercial, apesar da boa recepção da crítica, McGeoch deixou o Magazine depois de gravar o terceiro álbum da banda, The Correct Use of Soap, lançado em 1980.

### Com Siouxsie and the Banshees
Em janeiro de 1980, McGeoch foi recrutado por Siouxsie and the Banshees, que estava sem um guitarrista desde a saída de John McKay. O primeiro disco dos Banshees com McGeoch foi o single "Happy House", lançado em março. McGeoch é destaque nos álbuns Kaleidoscope, Juju e A Kiss in the Dreamhouse, gravado entre 1980 e 1982. Exausto por meses de trabalho, ele desmaiou no palco durante um show em Madrid em outubro 1982. Hospitalizado em seu retorno à Inglaterra, ele teve que interromper temporariamente sua carreira.

### Outras bandas
Ele era membro de outras bandas. em 1980 gravou o primeiro álbum do Visage. Em 1986, juntou-se ao grupo Public Image Ltd., gravou três álbuns com eles de 1987 a 1992.

## Discografia
Álbuns gravados com Magazine
- Real Life (1978)
- Secondhand Daylight (1979)
- The Correct Use of Soap (1980)

Álbum gravado com Visage
- Face (1980)

Álbuns gravados com Siouxsie and the Banshees
- Kaleidoscope (1980)
- Juju (1981)
- A Kiss in the Dreamhouse (1982)

Álbuns gravados com The Armoury Show
- Waiting for the Floods (EMI, 1985)

Álbuns salvos com Public Image Limited
- Happy? (1987)
- 9 (1989)
- That What is Not' (1992)